# Сидирокапсенска кула
Сидирокапсенската кула (на гръцки: Πύργος Σιδηροκαυσίων) е средновековна кула в село Стагира (Казанджи махала), Егейска Македония, Гърция.

## Описание
Намира се на хълм северозападно от Стагира, веднага североизточно от църквата „Рождество Богородично“. Построена е по време на първия османски разцвет на селището Сидерокапса, тоест през XV или в самото начало на XVI век. По своите характеристики е специфична единична кула.